# سنتر پارکس
سنتر پارکس (انگلیسی: Center Parcs) شرکت مهمان‌داری هلندی است، که در سال ۱۹۶۸ توسط پیت درکسن تأسیس شد.